# Alexander Nikolajewitsch Putschkow
Alexander Nikolajewitsch Putschkow (russisch Александр Николаевич Пучков, engl. Transkription Aleksandr Nikolayevich Puchkov; * 25. März 1957 in Uljanowsk; † 9. Oktober 2024) war ein russischer Hürdenläufer, der für die Sowjetunion antrat.

## Sportliche Laufbahn
Putschkow siegte bei den Junioreneuropameisterschaften 1975 in Athen im 110-Meter-Hürdenlauf. Über dieselbe Distanz wurde er zweimal sowjetischer Meister und gewann bei der Universiade 1979 in Mexiko-Stadt die Bronzemedaille. Seinen bedeutendsten Erfolg feierte er bei den Olympischen Spielen 1980 in Moskau mit dem Gewinn der Bronzemedaille hinter Thomas Munkelt aus der DDR und dem Kubaner Alejandro Casañas. Darüber hinaus errang er bei den Halleneuropameisterschaften 1982 in Mailand die Goldmedaille im 60-Meter-Hürdenlauf.
Alexander Putschkow war 1,90 m groß, wog zu seiner aktiven Zeit 88 kg und startete für Burewestnik Leningrad.